# Mistrovství České republiky v lyžařském orientačním běhu 2016
Mistrovství České republiky v lyžařském orientačním běhu 2016 proběhlo pouze ve dvou individuálních disciplínách, další dvě se pro nedostatek sněhu neuskutečnily.

## Mistrovství ČR na krátké trati
| Datum závodu   | 30. 1. 2016   |  | Místo konání    | Biatlonový stadion Eduard, Jáchymov • aréna |  | Pořadatel       | TJ Jiskra Nejdek+ SK Stopa Praha |
| Ředitel závodu | Zdeněk Koč    |  | Hlavní rozhodčí | Zdeněk Koč                                  |  | Stavitelé tratí | Michal Reichl                    |
| Název mapy     | Eduard middle |  | Web závodu      | http://lob2016.stopapraha.cz/               |  | Výsledky závodu | ORIS                             |

Souhrnné informace naleznete v článku Mistrovství České republiky v lyžařském orientačním běhu na krátké trati.

## Mistrovství ČR na klasické trati
| Datum závodu   | 28. 2. 2016     |  | Místo konání    | Vysočina Arena, Nové Město na Moravě • aréna |  | Pořadatel       | SK Orientační sporty Nové Město na Moravě |
| Ředitel závodu | Zdeňka Hrušková |  | Hlavní rozhodčí | Radan Kamenický                              |  | Stavitelé tratí | Petr Mareček                              |
| Název mapy     | Vysočina aréna  |  | Web závodu      |                                              |  | Výsledky závodu | ORIS                                      |

Souhrnné informace naleznete v článku Mistrovství České republiky v lyžařském orientačním běhu na klasické trati.

## Mistrovství ČR ve sprintu
Zrušeno pro nedostatek sněhu.
Souhrnné informace naleznete v článku Mistrovství České republiky v lyžařském orientačním běhu ve sprintu.

## Mistrovství ČR štafet
Zrušeno pro nedostatek sněhu.
Souhrnné informace naleznete v článku Mistrovství České republiky v lyžařském orientačním běhu štafet.